# Campeonato Paraguayo de Fútbol 1952
El Campeonato Paraguayo de Futbol 1952 fue la edición número 42 de la máxima categoría del futbol Paraguayo.
En esta edición participaron 11 clubes destacando el regreso de Atlántida que volvió tras su descenso en 1950 al ser campeón de la segunda división en 1951. El campeón de esta edición fue el Club Presidente Hayes que obtuvo lo que hasta ahora es su único título tras finalizar el torneo como líder con 28 puntos superando por 4 puntos al subcampeón Sol de América.

## Relevo anual de clubes
El descendido fue el club Sportivo San Lorenzo que finalizó Último con 13 puntos. Mientras que el ascendido fue el ya extinto Club General Genes que se consagró ese año campeón de la segunda división.

## Clasificación
| pos. | Equipos          | PJ | Pts. |
| ---- | ---------------- | -- | ---- |
| 1    | Presidente Hayes | 20 | 28   |
| 2    | Sol de América   | 20 | 24   |
| 3    | Libertad         | 20 | 24   |
| 4    | Nacional         | 20 | 23   |
| 5    | Olimpia          | 20 | 22   |
| 6    | Cerro Porteño    | 20 | 21   |
| 7    | Sportivo Luqueño | 20 | 18   |
| 8    | River Plate      | 20 | 16   |
| 9    | Atlántida        | 20 | 16   |
| 10   | Guaraní          | 20 | 15   |
| 11   | San Lorenzo      | 20 | 13   |